# Андре Вајан
Андре Вајан (фр. André Vaillant; Соасон, 3. новембар 1890 — 1977) француски слависта, професор на Француском колеџу. Био је потпредсједник Института за словенске студије у Паризу (Institut d'études slaves), уредник Revue des Études slaves, члан Лингвистичког друштва у Паризу (Société de Linguistique de Paris), дописни члан Словенског института у Прагу, дописни члан Бугарске академије наука и уметности и Југославенске академије знаности и умјетности. Био је инострани члан Српске академије наука и уметности. 
Студирао је на  École normale supérieure у Паризу (1911–1914), потом је учио на École nationale des langues orientales vivantes и специјализовао се на Филозофском факултету у Београду (1920–1921). Ради научног напредовања, боравио је у Југославији, Чехословачкој, Совјетском Савезу и Пољској. У Југославији је био много пута између 1922. 1934. године.
У École nationale des langues orientales vivantes био професор српскохрватског језика (1921–1927), а као редовни професор тамо ради од 1927 до 1952. Од 1932. био је директор Одељења за језике и књижевности словенских народа у средњем вијеку на École pratique des hautes études.
Објављивао је у  Revue des Études Slaves,  Bulletin de la Société de Linguistique de Paris, Onomastica,  Revue critique d'histoire et de littérature, Onomastica (Париз), Slavia (Праг), Прилози (Београд).

## Дјела
- Histoire et philologie. Langues et littératures slaves du Moyen Âge / André Vaillant / Paris : EPHE École Pratique des Hautes Études - 1965
- Histoire et philologie. Langues et littératures slaves du Moyen Âge / André Vaillant / Paris : EPHE École Pratique des Hautes Études - 1969
- Pascal Pierre et Johannet José, André Vaillant (1890-1977), l’homme et le savant, Revue des études slaves, t. 53, 1981, fasc. 3, p. 367-370.
- Les "Piesni razlike" de Dominko Zlatarié, thèse complémentaire pour le doctorat ès lettres présentée à la Faculté des lettres de l'Université de Paris, par André Vaillant.
- Grammaire comparée des langues slaves. Tome I, Phonétique. Lyon, I.A.C., 1950.
- Grammaire comparée des langues slaves. Tome II, Morphologie. Première partie, Flexion nominale. Lyon : I.A.C, 1958.
- Grammaire comparée des langues slaves. Tome II, Morphologie. Deuxième partie, Flexion pronominale. Lyon : I.A.C, 1958.
- Grammaire comparée des langues slaves. Tome III, Le verbe. Paris : Klincksieck, 1966.
- Grammaire comparée des langues slaves. Tome IV, La Formation des noms. Paris : Klincksieck, 1974.
- Grammaire comparée des langues slaves. Tome V, La syntaxe. Paris : Klincksieck, 1977